# توصيف مخاطر المواد الكيميائية
توصيف مخاطر المواد الكيميائية (بالإنجليزية: R-Phrases or Risk Phrases)‏ : يعرف في الملحق الثالث من ميثاق الاتحاد الأوربي: بأنها طبيعة المخاطر الخاصة المرتبطة بالمواد الخطرة واستخداماتها. وقد تم دمج القائمة وأعيد نشرها في الميثاق الأوربي (Directive 2001/59/EC).
هذا التوصيف يستخدم بشكل عالمي، في أوروبا وفي خارجها، وهناك مسعى متطور لمواءمة هذا التوصيف عالمياً.
ملاحظة: إن نقص أي رقم توصيف يشير إلى أنه حذف أو استبدل بغيره.
- R1: انفجاري عندما يكون جافاً
- R2: خطر حدوث انفجار نتيجة الصدمة، أو الاحتكاك، أو النار، أو مصادر الاشتعال الأخرى.
- R3: خطر كبير لحدوث انفجار نتيجة الصدمات، أو الاحتكاك، أو النار، أو مصادر الاشتعال الأخرى.
- R4: يشكل مركبات معدنية متفجرة حساسة جداً.
- R5: تسخينه قد يسبب الانفجار.
- R6: انفجاري بملامسته أو بدون ملامسته للهواء.
- R7: قد يسبب الحريق.
- R8: قد يسبب حريق لدى التلامس مع مواد قابلة للاشتعال.
- R9: انفجاري عندما يخلط مع مواد قابلة للاشتعال.
- R10: سريع الاشتعال.
- R11: سريع الاشتعال كثيرًا.
- R12: سريع الاشتعال كثيرًا للغاية.
- R14: يتفاعل بعنف مع الماء.
- R15: يطلق غازات سريعة الاشتعال للغاية عند تلامسه مع الماء.
- R16: انفجاري عند مزجه بمواد مؤكسدة.
- R17: قابل للاشتعال تلقائياً في الهواء.
- R18: قد يشكل مزيج بخار-هواء قابل للاشتعال أو انفجاري عند الاستخدام.
- R19: قد يشكل فوق أكاسيد انفجارية.
- R20: مضر عند استنشاقه.
- R21: مضر عند تلامسه مع الجلد.
- R22: مضر عند ابتلاعه.
- R23: سامّ عند استنشاقه.
- R24: سامّ عند تلامسه مع الجلد.
- R25: سامّ عند ابتلاعه.
- R26: سامّ جداً عند استنشاقه.
- R27: سامّ جداً عند تلامسه مع الجلد.
- R28: سامّ جداً عند ابتلاعه.
- R29: يطلق غازات سامّة عند تلامسه مع الماء.
- R30: قد يصبح سريع الاشتعال عند الاستخدام.
- R31: يطلق غازات سامّة عند تلامسه مع الأحماض.
- R32: يطلق غازات في غاية السمية عند تلامسه مع الأحماض.
- R33: خطر حدوث تأثيرات تراكمية.
- R34: يسبب الحروق.
- R35: يسبب حروق شديدة.
- R36: مهيج للعيون.
- R37: مهيج للجهاز التنفسي.
- R38: مهيج للجلد.
- R39: خطر حدوث تأثيرات مضرة لا يمكن الرجوع عنها.
- R40: دلائل محدودة لوجود تأثير مسرطن.
- R41: خطر حدوث ضرر شديد للعيون.
- R42: قد يسبب التحسس عند الاستنشاق.
- R43: قد يسبب التحسس عند تلامسه مع الجلد.
- R44: خطر الانفجار إذا سخن وهو محصور.
- R45: قد يسبب السرطان.
- R46: قد يسبب ضرراً متوارث جينياً.
- R48: خطر حدوث ضرر كبير للصحة عند التعرض لوقت طويل.
- R49: قد يسبب السرطان عند استنشاقه.
- R50: سامّ جدا للكائنات الحية المائية.
- R51: سامّ للكائنات الحية المائية.
- R52: مضر بالكائنات الحية المائية.
- R53: قد يسبب تأثيرات ضارة طويلة المدى للكائنات الحية المائية.
- R54: سام للحياة النباتية.
- R55: سام للحياة الحيوانية.
- R56: سام للكائنات الحية في التربة.
- R57: سام للنحل.
- R58: قد يسبب تأثيرات ضارة طويلة المدى بالبيئة.
- R59: مضر بطبقة الأوزون.
- R60: قد يضعف الخصوبة.
- R61: قد يسبب أذى للطفل المقبل.
- R62: خطر محتمل لإضعاف الخصوبة.
- R63: خطر محتمل لأذى الطفل المقبل.
- R64: قد يسبب أذى للأطفال الرضع.
- R65: مضرّ : قد يسبب ضرر للرئتين عند ابتلاعه.
- R66: التعرض المتكرر قد يسبب جفاف الجلد وتشققه.
- R67: الأبخرة قد تسبب النعاس والدوار.
- R68: خطر محتمل لحدوث تأثيرات لا يمكن الرجوع عنها.

## التوصيفات المركبة
- R14/15: يتفاعل بعنف مع الماء مطلقاً غازات سريعة الاشتعال للغاية.
- R15/29: يؤدي التلامس مع الماء إلى إطلاق غازات سامة وسريعة الاشتعال للغاية .
- R20/21: مضر عند الاستنشاق وعند التلامس مع الجلد.
- R20/22: مضر عند الاستنشاق وفي حال الابتلاع.
- R20/21/22: مضر عند الاستنشاق وعند التلامس مع الجلد وفي حال الابتلاع.
- R21/22: مضر عند التلامس مع الجلد وفي حال الابتلاع.
- R23/24: سام عند الاستنشاق وعند التلامس مع الجلد.
- R23/25: سام عند الاستنشاق وفي حال الابتلاع.
- R23/24/25: سامّ عند الاستنشاق وعند التلامس مع الجلد وفي حال الابتلاع.
- R24/25: سام عند التلامس مع الجلد وفي حال الابتلاع.
- R26/27: سام جداً عند الاستنشاق وعند التلامس مع الجلد.
- R26/28: سام جداً عند الاستنشاق وفي حال الابتلاع.
- R26/27/28: سام جداً عند الاستنشاق وعند التلامس مع الجلد وفي حال الابتلاع.
- R27/28: سام جداً عند التلامس مع الجلد وفي حال الابتلاع.
- R36/37: مهيج للعيون وللجهاز التنفسي.
- R36/38: مهيج للعيون وللجلد.
- R36/37/38: مهيج للعيون وللجهاز التنفسي وللجلد.
- R37/38: مهيج للجهاز التنفسي وللجلد.
- R39/23: سامّ: خطر ذو تأثيرات شديدة جداً لا يمكن الرجوع عنها عند الاستنشاق.
- R39/24: سامّ: خطر ذو تأثيرات شديدة جداً لا يمكن الرجوع عنها عند التلامس مع الجلد.
- R39/25: سامّ: خطر ذو تأثيرات شديدة جداً لا يمكن الرجوع عنها في حال الابتلاع.
- R39/23/24: سامّ: خطر ذو تأثيرات شديدة جداً لا يمكن الرجوع عنها عند الاستنشاق وعند التلامس مع الجلد.
- R39/23/25: سامّ: خطر ذو تأثيرات شديدة جداً لا يمكن الرجوع عنها عند الاستنشاق وفي حال الابتلاع.
- R39/24/25: سامّ: خطر ذو تأثيرات شديدة جداً لا يمكن الرجوع عنها عند التلامس مع الجلد وفي حال الابتلاع.
- R39/26: سام جداً: خطر ذو تأثيرات شديدة جداً لا يمكن الرجوع عنها من خلال الاستنشاق.
- R39/27: سام جداً: خطر ذو تأثيرات شديدة جداً لا يمكن الرجوع عنها عند التلامس مع الجلد.
- R39/28: سام جداً: خطر ذو تأثيرات شديدة جداً لا يمكن الرجوع عنها في حال الابتلاع.
- R39/26/27: سامّ جداً: خطر ذو تأثيرات شديدة جداً لا يمكن الرجوع عنها عند الاستنشاق وعند التلامس مع الجلد.
- R39/26/28: سامّ جداً: خطر ذو تأثيرات شديدة جداً لا يمكن الرجوع عنها عند الاستنشاق وفي حال الابتلاع.
- R39/27/28: سامّ جداً: خطر ذو تأثيرات شديدة جداً لا يمكن الرجوع عنها عند التلامس مع الجلد وفي حال الابتلاع.
- R39/26/27/28: سامّ جداً: خطر ذو تأثيرات شديدة جداً لا يمكن الرجوع عنها عند الاستنشاق وعند التلامس مع الجلد وفي حال الابتلاع.
- R42/43: قد يسبب التحسس عند الاستنشاق وعند التلامس مع الجلد.
- R48/20: مضر: خطر شديد على الصحة عند التعرض الطويل خلال الاستنشاق.
- R48/21: مضر: خطر شديد على الصحة عند التعرض الطويل من خلال التلامس مع الجلد.
- R48/22: مضر: خطر شديد على الصحة عند التعرض الطويل في حال الابتلاع.
- R48/20/21: مضر: خطر شديد على الصحة عند التعرض الطويل من خلال الاستنشاق والتلامس مع الجلد.
- R48/20/22: مضر: خطر شديد على الصحة عند التعرض الطويل من خلال الاستنشاق وفي حال الابتلاع.
- R48/21/22: مضر: خطر شديد على الصحة عند التعرض الطويل من خلال التلامس مع الجلد وفي حال الابتلاع.
- R48/20/21/22: مضر: خطر شديد على الصحة عند التعرض الطويل من خلال الاستنشاق والتلامس مع الجلد وفي حال الابتلاع.
- R48/23: سامّ: خطر شديد على الصحة عند التعرض الطويل من خلال الاستنشاق.
- R48/24: سامّ: خطر شديد على الصحة عند التعرض الطويل من خلال التلامس مع الجلد.
- R48/25: سامّ: خطر شديد على الصحة عند التعرض الطويل في حال الابتلاع.
- R48/23/24: سامّ: خطر شديد على الصحة عند التعرض الطويل من خلال الاستنشاق والتلامس مع الجلد.
- R48/23/25: سامّ: خطر شديد على الصحة عند التعرض الطويل من خلال الاستنشاق وفي حال الابتلاع.
- R48/24/25: سامّ: خطر شديد على الصحة عند التعرض الطويل من خلال التلامس مع الجلد وفي حال الابتلاع.
- R48/23/24/25: سامّ: خطر شديد على الصحة عند التعرض الطويل من خلال الاستنشاق والتلامس مع الجلد وفي حال الابتلاع.
- R50/53: سامّ جداً للكائنات المائية، قد يسبب تأثيرات ضارة بعيدة المدى على البيئة المائية.
- R51/53: سامّ للكائنات المائية، قد يسبب تأثيرات ضارة بعيدة المدى على البيئة المائية.
- R52/53: مضر بالكائنات المائية، قد يسبب تأثيرات ضارة بعيدة المدى على البيئة المائية.
- R68/20: مضر: خطر محتمل ذو تأثيرات لا يمكن الرجوع عنها من خلال الاستنشاق.
- R68/21: مضر: خطر محتمل ذو تأثيرات لا يمكن الرجوع عنها عند التلامس مع الجلد.
- R68/22: مضر: خطر محتمل ذو تأثيرات لا يمكن الرجوع عنها في حال الابتلاع.
- R68/20/21: مضر: خطر محتمل ذو تأثيرات لا يمكن الرجوع عنها من خلال الاستنشاق وعند التلامس مع الجلد.
- R68/20/22: مضر: خطر محتمل ذو تأثيرات لا يمكن الرجوع عنها من خلال الاستنشاق وفي حال الابتلاع.
- R68/21/22: مضر: خطر محتمل ذو تأثيرات لا يمكن الرجوع عنها عند التلامس مع الجلد وفي حال الابتلاع.
- R68/20/21/22: مضر: خطر محتمل ذو تأثيرات لا يمكن الرجوع عنها من خلال الاستنشاق وعند التلامس مع الجلد وفي حال الابتلاع.

span id="R13">R13: غاز مسيَّل سريع الاشتعال كثيرًا للغاية.
- R47: قد يسبب تشوهات جنينية.

## اقرأ أيضاً
تحذيرات وقائية من المواد الخطرة